# Hamish Black
Hamish Black (Braintree, 1948) is een Engelse beeldhouwer.

## Leven en werk
Black is de zoon van een smid en heeft het werken met metaal in de smederij van zijn vader geleerd. Van 1965 tot 1967 bezocht hij de Eastbourne School of Art in Eastbourne en van 1967 tot 1970 de East London Polytechnic in Londen. Hij studeerde beeldhouwkunst van 1970 tot 1972 aan de Slade School of Fine Art (University College London), eveneens in Londen. Sindsdien is Black parttime werkzaam als docent beeldhouwen, onder andere aan de Wimbledon School of Art.
Black gebruikt voor zijn sculpturen en assemblages de materialen brons, messing, staal, aluminium en gietijzer. Meer recentelijk werkt hij ook met papier.

## Enkele werken
- Apples and pairs (1992) - staal/brons, particulier collectie
- One World Series (1994) - staal, particuliere collectie
- YP 1 (1997) - papier (Yellow Pages (YP) - geknipt en opgerold)
- YP 1 (1998) - messing, beeldenparken Sculpture at Schönthal (Zwitserland) en Cass Sculpture Foundation (Engeland)
- Brighton Light (1998) - cortenstaal hoogte 5,20 m, collectie Universiteit van Brighton in Brighton
- Afloat - brons, doorsnede 2,5 m (1998), collectie Brighton and Hove Council op de West of Palace Pier in Brighton
- Bottle (2001) - aluminium
- Birdsong (2002) - aluminium

## Fotogalerij

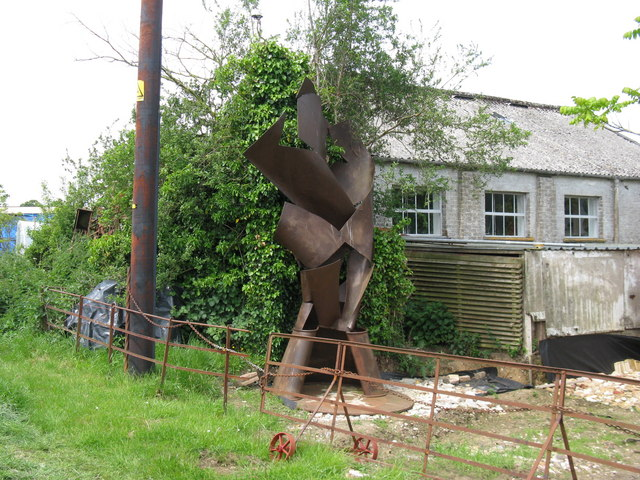
Metaalassemblage
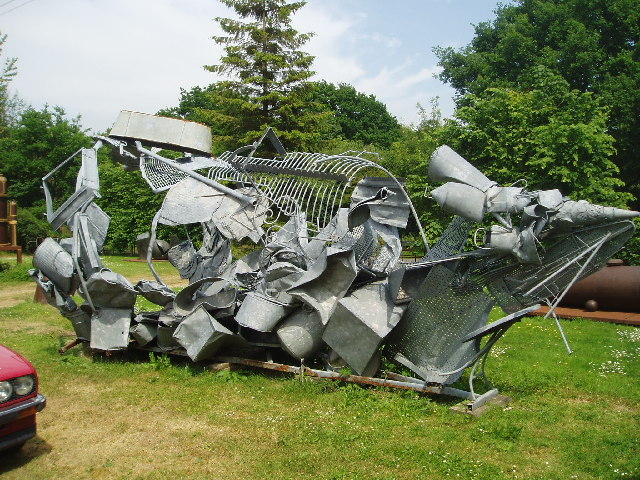
Assemblage
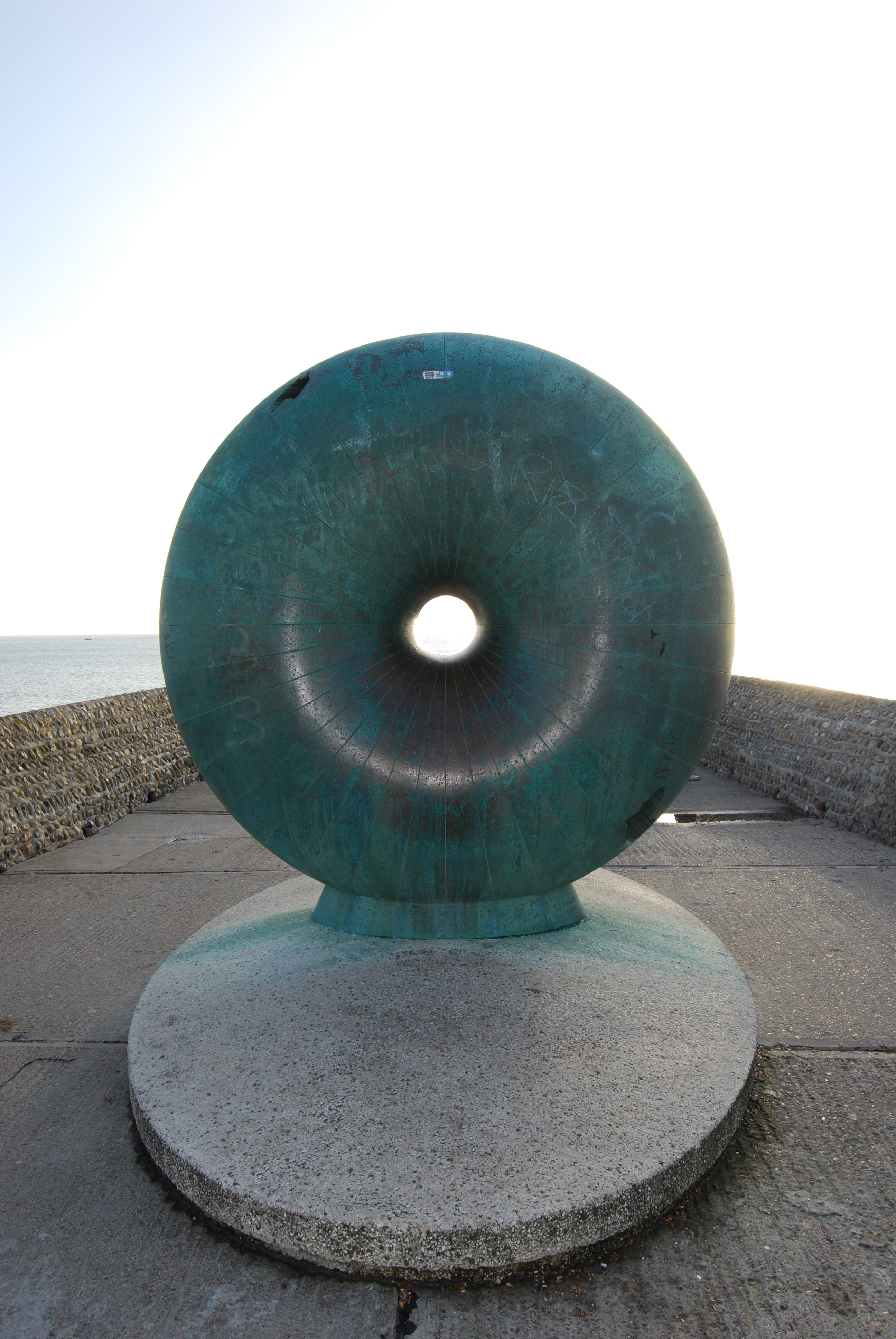
Afloat
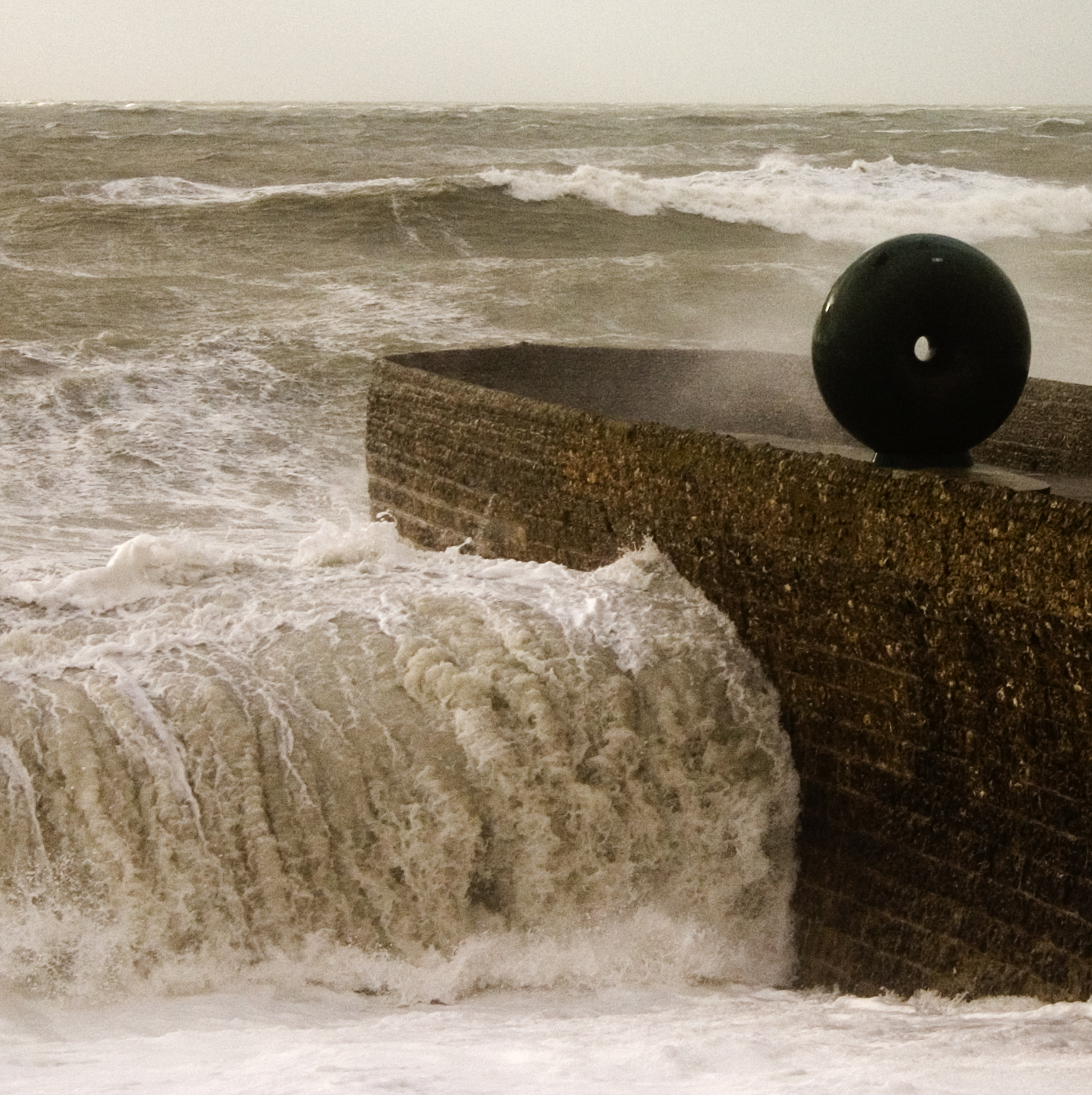
Afloat tijdens storm november 2009